# Liste der Lieder von Tears for Fears
Diese Liste umfasst sämtliche Lieder der britischen Band Tears for Fears.
Die Reihenfolge der Titel ist alphabetisch sortiert. Sie gibt Auskunft über die Urheber.

## Alben
Es sind alle Lieder von folgenden Tears-for-Fears-Alben aufgelistet:
| - 1983: The Hurting - 1985: Songs from the Big Chair - 1989: The Seeds of Love - 1993: Elemental - 1995: Raoul and the Kings of Spain - 2004: Everybody Loves a Happy Ending - 2017: Rule the World: The Greatest Hits |

Berücksichtigt wurden auch alle Singles und B-Seiten. Nicht aufgenommen wurden Coverversionen und Remixversionen.

## Liste

### A
| # | Titel                                             | Dauer | Autoren                        | Album                                    | Jahr |
| - | ------------------------------------------------- | ----- | ------------------------------ | ---------------------------------------- | ---- |
| 1 | Advice for the Young at Heart erschien als Single | 4:54  | Roland Orzabal, Nicky Holland  | The Seeds of Love                        | 1989 |
| 2 | All of the Angels                                 | 4:25  | Alan Griffiths, Roland Orzabal | B-Seite von Raoul and the Kings of Spain | 1995 |
| 3 | Always in the Past                                | 4:35  | Ian Stanley, Roland Orzabal    | B-Seite von Woman in Chains              | 1989 |
| 4 | And I Was A Boy From School                       | 4:04  | Hot Chip 2006                  | Ready Boy & Girls? [Limited Edition]     | 2013 |
| 5 | Ashes To Ashes                                    | 4:32  | David Bowie 1980               | Saturnine Martial & Lunatic              | 1992 |

### B
| # | Titel                                   | Dauer | Autoren                        | Album                                 | Jahr |
| - | --------------------------------------- | ----- | ------------------------------ | ------------------------------------- | ---- |
| 1 | Badman’s Song                           | 8:32  | Roland Orzabal, Nicky Holland  | The Seeds of Love                     | 1989 |
| 2 | Bloodletting Go                         | 4:13  | Alan Griffiths, Roland Orzabal | B-Seite von Break It Down Again       | 1993 |
| 3 | Break It Down Again erschien als Single | 4:31  | Roland Orzabal, Alan Griffiths | Elemental                             | 1993 |
| 4 | Break The Man                           | 3:55  | Curt Smith, Charlton Pettus    | The Tipping Point                     | 2022 |
| 5 | Brian Wilson Said                       | 4:22  | Roland Orzabal, Alan Griffiths | Elemental                             | 1993 |
| 6 | Broken                                  | 2:33  | Roland Orzabal                 | Songs from the Big Chair              | 1985 |
| 7 | Broken Revisited                        | 5:16  | Roland Orzabal                 | Songs From The Big Chair [Remastered] | 1983 |

### C
| # | Titel                                       | Dauer | Autoren                                     | Album                                                      | Jahr |
| - | ------------------------------------------- | ----- | ------------------------------------------- | ---------------------------------------------------------- | ---- |
| 1 | Call Me Mellow erschien als Single          | 3:37  | Roland Orzabal, Curt Smith, Charlton Pettus | Everybody Loves a Happy Ending                             | 2004 |
| 2 | Change erschien als Single                  | 4:15  | Roland Orzabal                              | The Hurting                                                | 1983 |
| 3 | Closest Thing to Heaven erschien als Single | 3:37  | Roland Orzabal, Curt Smith, Charlton Pettus | Everybody Loves a Happy Ending                             | 2004 |
| 4 | Cold erschien als Single                    | 5:05  | Roland Orzabal                              | Elemental                                                  | 1993 |
| 5 | Creep (live)                                | 4:55  | Radiohead                                   | B-Seite von Raoul and the Kings of Spain und God's Mistake | 1995 |

### D
| # | Titel                                     | Dauer | Autoren                        | Album                        | Jahr |
| - | ----------------------------------------- | ----- | ------------------------------ | ---------------------------- | ---- |
| 1 | Déjà-Vu & The Sins of Science             | 6:23  | Roland Orzabal, Alan Griffiths | B-Seite von Cold             | 1993 |
| 2 | Dog’s a Best Friend’s Dog                 | 3:38  | Roland Orzabal, Alan Griffiths | Elemental                    | 1993 |
| 3 | Don't Drink the Water erschien als Single | 4:50  | Roland Orzabal, Alan Griffiths | Raoul and the Kings of Spain | 1995 |

### E
| # | Titel | Dauer | Autoren                                     | Album                          | Jahr |
| - | --- | ----- | ------------------------------------------- | ------------------------------ | ---- |
| 1 | Elemental | 6:14  | Roland Orzabal, Alan Griffiths              | Elemental                      | 1993 |
| 2 | Empire Building | 2:49  | Curt Smith, Ian Stanley, Roland Orzabal     | B-Seite von Mothers Talk       | 1984 |
| 3 | End Of Night | 3:23  |                                             | The Tipping Point              | 2022 |
| 4 | Everybody Loves a Happy Ending erschien als Single                                                                        | 4:21  | Roland Orzabal, Curt Smith, Charlton Pettus | Everybody Loves a Happy Ending | 2004 |
| 5 | Everybody Wants to Rule the World erschien als Single                                                                     | 4:10  | Chris Hughes, Roland Orzabal, Ian Stanley   | Songs from the Big Chair       | 1985 |
| 6 | Everybody Wants to Run the World Neuaufnahme des Songs Everybody Wants to Rule the World im Rahmen der Sport Aid Kampagne | 4:30  | Chris Hughes, Roland Orzabal, Ian Stanley   | Charity-Single                 | 1986 |

### F
| # | Titel                                 | Dauer | Autoren                        | Album                        | Jahr |
| - | ------------------------------------- | ----- | ------------------------------ | ---------------------------- | ---- |
| 1 | Falling Down erschien als Single      | 4:55  | Roland Orzabal                 | Raoul and the Kings of Spain | 1995 |
| 2 | Famous Last Words erschien als Single | 4:23  | Roland Orzabal, Nicky Holland  | The Seeds of Love            | 1989 |
| 3 | Fish Out of Water                     | 5:07  | Roland Orzabal, Alan Griffiths | Elemental                    | 1993 |
| 4 | Floating Down The River (Once Again)  | 3:56  | Roland Orzabal                 | Gold                         | Gold |

### G
| # | Titel                              | Dauer | Autoren                        | Album                                  | Jahr |
| - | ---------------------------------- | ----- | ------------------------------ | -------------------------------------- | ---- |
| 1 | Gas Giant                          | 2:40  | Roland Orzabal, Alan Griffiths | Elemental                              | 1993 |
| 2 | Ghost Papa                         | 4:00  | Roland Orzabal, Alan Griffiths | B-Seite von Woman in Chains (Re-Issue) | 1992 |
| 3 | God’s Mistake erschien als Single  | 3:47  | Roland Orzabal, Alan Griffiths | Raoul and the Kings of Spain           | 1995 |
| 4 | Goodnight Song erschien als Single | 3:53  | Roland Orzabal, Alan Griffiths | Elemental                              | 1993 |

### H
| # | Titel                               | Dauer | Autoren                        | Album                        | Jahr |
| - | ----------------------------------- | ----- | ------------------------------ | ---------------------------- | ---- |
| 1 | He Ain't Heavy, He's My Brother     |       |                                |                              |      |
| 2 | Head Over Heels erschien als Single | 5:00  | Roland Orzabal, Curt Smith     | Songs from the Big Chair     | 1985 |
| 3 | Humdum and Humble                   | 4:10  | Roland Orzabal, Alan Griffiths | Raoul and the Kings of Spain | 1995 |

### I
| # | Titel                                       | Dauer | Autoren                                          | Album                             | Jahr |
| - | ------------------------------------------- | ----- | ------------------------------------------------ | --------------------------------- | ---- |
| 1 | I Believe erschien als Single               | 4:53  | Roland Orzabal                                   | Songs from the Big Chair          | 1985 |
| 2 | I Choose You                                | 3:25  | Roland Orzabal, Alan Griffiths                   | Raoul and the Kings of Spain      | 1995 |
| 4 | I Love You but I’m Lost erschien als Single | 4:21  | Roland Orzabal, Curt Smith, Dan Smith, Mark Crew | Rule the World: The Greatest Hits | 2017 |
| 3 | Ideas as Opiates                            | 3:46  | Roland Orzabal                                   | The Hurting                       | 1982 |

### J
| # | Titel                                | Dauer | Autoren        | Album                                     | Jahr |
| - | ------------------------------------ | ----- | -------------- | ----------------------------------------- | ---- |
| 1 | Johnny Panic and the Bible of Dreams | 4:16  | Roland Orzabal | B-Seite von Advice for the Young at Heart | 1985 |

### K
| # | Titel                 | Dauer | Autoren                                     | Album                          | Jahr |
| - | --------------------- | ----- | ------------------------------------------- | ------------------------------ | ---- |
| 1 | Killing with Kindness | 5:25  | Roland Orzabal, Curt Smith, Charlton Pettus | Everybody Loves a Happy Ending | 2004 |

### L
| # | Titel                                             | Dauer | Autoren                                      | Album                                    | Jahr |
| - | ------------------------------------------------- | ----- | -------------------------------------------- | ---------------------------------------- | ---- |
| 1 | Ladybird                                          | 4:49  | Roland Orzabal, Curt Smith, Charlton Pettus, | Everybody Loves a Happy Ending           | 2004 |
| 2 | Laid So Low (Tears Roll Down) erschien als Single | 4:45  | Roland Orzabal, David Bascombe               | Single                                   | 1992 |
| 3 | Last Days On Earth                                | 5:41  | Roland Orzabal, Curt Smith, Charlton Pettus, | Everybody Loves a Happy Ending           | 2004 |
| 4 | Let It All Evolve                                 |       |                                              |                                          |      |
| 5 | Listen                                            | 6:54  | Roland Orzabal, Ian Stanley                  | Songs from the Big Chair                 | 1985 |
| 6 | Long, Long, Long Time                             | 4:31  |                                              | The Tipping Point                        | 2022 |
| 7 | Lord of Karma                                     | 4:45  | Roland Orzabal, Alan Griffiths               | B-Seite zu Laid So Low (Tears Roll Down) | 1992 |
| 8 | Los Reyes Católicos                               | 1:44  | Roland Orzabal, Alan Griffiths               | Raoul and the Kings of Spain             | 1995 |

### M
| # | Titel                                   | Dauer | Autoren                                   | Album                                     | Jahr |
| - | --------------------------------------- | ----- | ----------------------------------------- | ----------------------------------------- | ---- |
| 1 | Mad World erschien als Single           | 3:35  | Roland Orzabal                            | The Hurting                               | 1982 |
| 2 | Master Plan                             | 4:37  | Roland Orzabal                            | The Tipping Point                         | 2022 |
| 3 | Me and My Big Ideas erschien als Single | 4:32  | Roland Orzabal, Alan Griffiths,           | Raoul and the Kings of Spain              | 1995 |
| 4 | Memories Fade                           | 5:08  |                                           | The Hurting                               | 1983 |
| 5 | Mothers Talk erschien als Single        | 3:53  | Roland Orzabal, Ian Stanley               | Songs from the Big Chair                  | 1984 |
| 6 | Mr. Pessimist                           | 6:16  | Roland Orzabal, Alan Griffiths            | Elemental                                 | 1993 |
| 7 | Music for Tables                        | 3:32  | Roland Orzabal                            | B-Seite von Advice for the Young at Heart | 1985 |
| 8 | My Girls                                | 4:36  | Animal Collective 2009                    | Ready Boy & Girls? [Limited Edition]      | 2014 |
| 9 | My Life in the Suicide Ranks            | 4:33  | Roland Orzabal, Chris Hughes, Ian Stanley | B-Seite von Woman in Chains               | 1989 |

### N
| # | Titel          | Dauer | Autoren                        | Album             | Jahr |
| - | -------------- | ----- | ------------------------------ | ----------------- | ---- |
| 1 | New Star       | 4:29  | Alan Griffiths, Roland Orzabal | B-Seite von Cold  | 1993 |
| 2 | No Small Thing | 4:42  |                                | The Tipping Point | 2022 |

### O
| # | Titel          | Dauer | Autoren                                     | Album                          | Jahr |
| - | -------------- | ----- | ------------------------------------------- | ------------------------------ | ---- |
| 1 | Out Of Control | 5:06  | Roland Orzabal, Curt Smith, Charlton Pettus | Everybody Loves a Happy Ending | 2004 |

### P
| # | Titel                                                     | Dauer | Autoren                                               | Album                                         | Jahr |
| - | --------------------------------------------------------- | ----- | ----------------------------------------------------- | --------------------------------------------- | ---- |
| 1 | Pale Shelter (You Don’t Give Me Love) erschien als Single | 4:34  | Roland Orzabal                                        | The Hurting                                   | 1982 |
| 2 | Pharaohs                                                  | 3:41  | Chris Hughes, Curt Smith, Ian Stanley, Roland Orzabal | B-Seite von Everybody Wants to Rule the World | 1985 |
| 3 | Please Be Happy                                           | 3:05  |                                                       | The Tipping Point                             | 2022 |
| 4 | Power                                                     | 5:49  | Roland Orzabal, Alan Griffiths                        | Elemental                                     | 1993 |
| 5 | Pullin' a Cloud                                           | 2:47  | Brian MacLeod, Gail Ann Dorsey                        | Everybody Loves a Happy Ending                | 2004 |

### Q
| # | Titel               | Dauer | Autoren                                                                                    | Album                                    | Jahr |
| - | ------------------- | ----- | ------------------------------------------------------------------------------------------ | ---------------------------------------- | ---- |
| 1 | Queen of Compromise | 3:52  | Alan Griffiths, Brian Macleod, Gail Ann Dorsey, Jebin Bruni, Jeffrey Trott, Roland Orzabal | B-Seite von Raoul and the Kings of Spain | 1995 |
| 2 | Quiet Ones          | 4:22  | Roland Orzabal                                                                             | Everybody Loves a Happy Ending           | 2004 |

### R
| # | Titel                                            | Dauer | Autoren                        | Album                                | Jahr |
| - | ------------------------------------------------ | ----- | ------------------------------ | ------------------------------------ | ---- |
| 1 | Raoul And The Kings Of Spain erschien als Single | 5:15  | Roland Orzabal, Alan Griffiths | Raoul and the Kings of Spain         | 1995 |
| 2 | Ready To Start                                   | 3:24  | Arcade Fire 2010               | Ready Boy & Girls? [Limited Edition] | 2014 |
| 3 | Rhythm of Life (demo)                            | 5:12  | Roland Orzabal, Nicky Holland  | The Seeds of Love (Boxset-Reissue)   | 1986 |
| 4 | Rivers Of Mercy                                  | 6:08  |                                | The Tipping Point                    | 2022 |

### S
| #  | Titel                                        | Dauer | Autoren                                          | Album                               | Jahr |
| -- | -------------------------------------------- | ----- | ------------------------------------------------ | ----------------------------------- | ---- |
| 1  | Schrodinger’s Cat                            | 5:03  | Alan Griffiths, Roland Orzabal                   | B-Seite von Break It Down Again     | 1993 |
| 2  | Sea Song                                     | 3:50  | Robert Wyatt                                     | B-Seite von I Believe               | 1985 |
| 3  | Secret Location                              |       |                                                  |                                     |      |
| 4  | Secret Worlderschien als Single              | 5:12  | Roland Orzabal                                   | Everybody Loves a Happy Ending      | 2004 |
| 5  | Secretserschien als Single                   | 4:41  | Roland Orzabal, Alan Griffiths                   | Raoul and the Kings of Spain        | 1995 |
| 6  | Shame (Cry Heaven)                           |       |                                                  |                                     |      |
| 7  | Shout erschien als Single                    | 6:35  | Roland Orzabal, Ian Stanley                      | Songs from the Big Chair            | 1984 |
| 8  | Size of Sorrow                               | 4:43  | Roland Orzabal                                   | Everybody Loves a Happy Ending      | 2004 |
| 9  | Sketches Of Pain                             | 4:20  | Roland Orzabal                                   | Raoul and the Kings of Spain        | 1995 |
| 10 | Snow Hill (live)                             | 4:43  | Curt Smith, Charlton Pettus                      | Halfway, Pleased (Curt-Smith-Album) | 2007 |
| 11 | Sorry                                        | 4:48  | Roland Orzabal, Alan Griffiths,                  | Raoul and the Kings of Spain        | 1995 |
| 12 | Sowing the Seeds of Love erschien als Single | 6:19  | Roland Orzabal, Curt Smith                       | The Seeds of Love                   | 1989 |
| 13 | Standing on the Corner of the Third World    | 5:33  | Roland Orzabal                                   | The Seeds of Love                   | 1989 |
| 14 | Start of the Breakdown                       | 5:01  | Roland Orzabal                                   | The Hurting                         | 1983 |
| 15 | Stay                                         | 4:29  | Roland Orzabal, Curt Smith, Dan Smith, Mark Crew | Rule the World: The Greatest Hits   | 2017 |
| 16 | Suffer the Childrenerschien als Single       | 3:52  | Roland Orzabal                                   | The Hurting                         | 1981 |
| 17 | Swords and Knives                            | 6:14  | Roland Orzabal, Nicky Holland                    | The Seeds of Love                   | 1989 |

### T
| #  | Titel                                                   | Dauer | Autoren                                              | Album                                       | Jahr |
| -- | ------------------------------------------------------- | ----- | ---------------------------------------------------- | ------------------------------------------- | ---- |
| 1  | Tears Roll Down                                         | 3:14  | David Bascombe, Roland Orzabal                       | B-Seite von The Seeds of Love               | 1989 |
| 2  | The Big Chair                                           | 3:22  | Roland Orzabal                                       | B-Seite von Shout                           | 1984 |
| 3  | The Body Wah                                            | 5:20  | Roland Orzabal, Alan Griffiths                       | B-Seite zu Laid So Low (Tears Roll Down)    | 1992 |
| 4  | The Conflict                                            | 4:06  | Roland Orzabal, Curt Smith, Ian Stanley              | B-Seite von Change                          | 1983 |
| 5  | The Devil                                               | 3:30  | Roland Orzabal                                       | Everybody Loves a Happy Ending              | 2004 |
| 6  | The Hurting                                             | 4:19  | Roland Orzabal                                       | The Hurting                                 | 1983 |
| 7  | The Madness Of Roland                                   | 5:09  | Roland Orzabal, Alan Griffiths                       | Raoul And The Kings Of Spain [Remastered]   | 1995 |
| 8  | The Marauders                                           | 4:14  | Ian Stanley, Roland Orzabal                          | The Hurting                                 | 1983 |
| 9  | The Prisoner                                            | 2:56  | Roland Orzabal                                       | The Hurting                                 | 1982 |
| 10 | The Tipping Point                                       | 4:13  | Roland Orzabal, Charlton Pettus                      | The Tipping Point                           | 2021 |
| 11 | The Way You Are erschien als Single                     | 4:53  | Curt Smith, Ian Stanley, Manny Elias, Roland Orzabal | Single                                      | 1983 |
| 12 | The Working Hour                                        | 6:29  | Roland Orzabal                                       | Songs from the Big Chair                    | 1985 |
| 13 | The World Is Yours To Take (Tears For Fears & Lil Baby) | 2:47  |                                                      | The World Is Yours To Take (Single Digital) | 2022 |

### U
| # | Titel         | Dauer | Autoren                        | Album               | Jahr |
| - | ------------- | ----- | ------------------------------ | ------------------- | ---- |
| 1 | Until I Drown | 3:23  | Alan Griffiths, Roland Orzabal | B-Seite von Secrets | 1995 |

### W
| # | Titel                               | Dauer | Autoren                                     | Album                           | Jahr |
| - | ----------------------------------- | ----- | ------------------------------------------- | ------------------------------- | ---- |
| 1 | War of Attrition                    | 3:41  | Alan Griffiths, Roland Orzabal              | B-Seite von Secrets             | 1995 |
| 2 | Watch Me Bleed                      | 4:17  | Roland Orzabal                              | The Hurting                     | 1983 |
| 3 | We Are Broken                       | 4:08  | Roland Orzabal                              | B-Seite von Pale Shelter        | 1983 |
|   | What Are We Fighting For            |       |                                             |                                 |      |
| 4 | When in Love with a Blind Man       | 2:22  | Ian Stanley                                 | B-Seite von Head Over Heels     | 1985 |
| 5 | Who Killed Tangerine?               | 5:32  | Roland Orzabal, Curt Smith, Charlton Pettus | Everybody Loves a Happy Ending  | 2004 |
| 6 | Who You Are                         | 3:41  | Curt Smith, Charlton Pettus                 | Everybody Loves a Happy Ending  | 2004 |
| 7 | Wino                                | 2:21  | Curt Smith, Roland Orzabal                  | B-Seite von Suffer the Children | 1981 |
| 8 | Woman in Chains erschien als Single | 6:30  | Roland Orzabal                              | The Seeds of Love               | 1989 |

### Y
| # | Titel             | Dauer | Autoren                       | Album             | Jahr |
| - | ----------------- | ----- | ----------------------------- | ----------------- | ---- |
| 1 | Year of the Knife | 6:55  | Roland Orzabal, Nicky Holland | The Seeds of Love | 1989 |